# シュテファニー・ベーラー
シュテファニー・ベーラー（Stefanie Böhler、1981年2月27日 - ）は、ドイツ・バーデン＝ヴュルテンベルク州ヴァルツフート郡Bad Säckingen出身のクロスカントリースキー選手。ドイツ連邦軍スポーツグループに所属。

## プロフィール
ベーラーは1999年からノルディックスキージュニア世界選手権に出場、2006年トリノオリンピックではヴィオラ・バウアー、エヴィ・ザッヘンバッハー、クラウディア・キュンツェルと組んだ4×5kmリレーで銀メダルを獲得した。2007年ノルディックスキー世界選手権札幌大会でも同じメンバーで4×5kmリレー銀メダル獲得。クロスカントリースキー・ワールドカップでは2009年1月30日に10kmのレースで3位となったのが自己最高位。
2010年バンクーバーオリンピックでは30km17位、10km23位、パシュート35位の成績を残した。